# Judith von Radetzky
Judith von Radetzky (* 28. Juli 1957 in Berlin) ist eine deutsche Schauspielerin und Theaterregisseurin und Synchronsprecherin.

## Leben
Judith von Radetzky absolvierte ihre Ausbildung an verschiedenen internationalen Schauspielschulen. Nach vier Jahren Theologiestudium in West-Berlin und Heidelberg ging sie im Jahr 1980 für zwei Jahre in die USA, studierte bei Leonard Pitt und an der Del Arte School for Mime and Comedy. Anschließend folgte eine Zeittheater-Tournee durch Minnesota. Ihre Ausbildung vervollständigte sie von 1981 bis 1983 an der École Jacques Lecoq in Paris. Von 1996 bis 1998 nahm sie an einem Posteducation Programm in Berlin und Moskau als Studentin der renommierten russischen Schauspielschule GITIS unter der Leitung von Jurij Alschitz teil.
Ihr erstes Engagement bekam von Radetzky 1983 am Schnawwel, dem Kinder- und Jugendtheater des Nationaltheaters Mannheim und gab dort ihr Debüt als Momo im gleichnamigen Theaterstück nach Michael Ende. Ihre weiteren Engagements führten sie ans Theater, u. a. in Zürich, Tübingen (1987–1989), Basel (1989), Frankfurt am Main (1989), Konstanz (1989–1992), Stuttgart (1994–1996) und Berlin (1998–2003). Ab 1986 war sie auch in Serien, Fernsehfilmen und Spielfilmen zu sehen.
Von 2004 bis 2008 studierte von Radetzky bei dem renommierten Regisseur Anatolij Vassiliev Regie in Lyon an der dortigen Hochschule für Theater. 2008 waren die Stücke Phaidros und Der bedrohte Mörder unter ihrer Regie auf dem Festival von Avignon zu sehen. Im Februar 2010 inszenierte sie Louise Millerin (Kabale und Liebe) von Friedrich Schiller am Ballhaus Ost in Berlin. 2013 führte sie Regie beim Stück Tür auf, Tür zu am TamS in München. 2014 inszenierte sie am Gemeinschaftshaus Gropiusstadt Maß für Maß von William Shakespeare als großes partizipatorisches Stadtteilprojekt. 2015 führte sie Regie beim Stück Die Oppelts haben Ihr Haus verkauft (TamS). 2016 inszenierte sie am Teamtheater in München gemeinsam mit ihren Kollegen aus Paris (spectacle.laboratoire) Les Conjoints. Im Februar 2016 wurde von Radetzky für eine Rolle in dem Kinofilm Die Anfängerin von Alexandra Sell besetzt. 2017 führte sie Regie bei Der Besuch nach Friedrich Dürrenmatt (Gemeinschaftshaus in der Gropiusstadt), 2018 bei Wer hat Angst vor Virginia Woolf? von Edward Albee (Theaterforum Kreuzberg). Painting Schubert (Heiligkreuzkirche Berlin), Warum gerecht sein? Gorgias von Platon (Theaterforum Kreuzberg).

## Filmografie
- 1986: Der Alte (Fernsehserie, 1 Folge)
- 1995: Freunde fürs Leben (Fernsehserie, 2 Folgen)
- 1996: Der Schattenmann
- 1997: Für alle Fälle Stefanie (Fernsehserie, 1 Folge)
- 1997: Liebling Kreuzberg (Fernsehserie, 1 Folge)
- 1997: Alphateam – Die Lebensretter im OP (Fernsehserie, 1 Folge)
- 1997–2001: Hinter Gittern – Der Frauenknast (Fernsehserie, 77 Folgen)
- 1999–2003: Herzschlag – Das Ärzteteam Nord (Fernsehserie, 85 Folgen)
- 2003: Alltag
- 2003: Wolffs Revier (Fernsehserie, 1 Folge)
- 2003: Aus Liebe zu Deutschland – Eine Spendenaffäre
- 2004: Der Fremde im Spiegel (Kurzfilm)
- 2005–2009: SOKO Leipzig (Fernsehserie, 3 Folgen, verschiedene Rollen)
- 2005: Löwenzahn (Fernsehserie, 1 Folge)
- 2005: 13 Stufen – Tagebuch einer modernen Beziehung (Kurzfilm)
- 2005–2006: Tessa – Leben für die Liebe (Fernsehserie, 72 Folgen)
- 2006: Inga Lindström – Vickerby für immer
- 2006–2022: SOKO Wismar (Fernsehserie, 4 Folgen, verschiedene Rollen)
- 2006–2007: Wege zum Glück (Fernsehserie, 14 Folgen)
- 2007: Religionen der Welt – Jasmin und das Schma Israel
- 2008: Im Namen des Gesetzes (Fernsehserie, 1 Folge)
- 2008: Lindenstraße (Fernsehserie, 7 Folgen)
- 2008–2012: Aktenzeichen XY … ungelöst (Fernsehserie, 3 Folgen, verschiedene Rollen)
- 2010: 2 für alle Fälle – Ein Song für den Mörder
- 2010: Weissensee (Fernsehserie, 2 Folgen)
- 2011–2018: Notruf Hafenkante (Fernsehserie, 2 Folgen, verschiedene Rollen)
- 2012: Polizeiruf 110 – Die Gurkenkönigin
- 2014: Ein Fall von Liebe (Fernsehserie, 4 Folgen)
- 2015–2024: In aller Freundschaft – Die jungen Ärzte (Fernsehserie, 2 Folgen, verschiedene Rollen)
- 2016: SOKO Stuttgart (Fernsehserie, 1 Folge)
- 2016: Keine Ehe ohne Pause
- 2017: Die Anfängerin
- 2018–2019: Weingut Wader (Fernsehreihe)
- 2019: Letzte Spur Berlin (Fernsehserie, 1 Folge)
- 2020: In aller Freundschaft (Fernsehserie, 1 Folge)
- 2021: WaPo Berlin (Fernsehserie, 1 Folge)
- 2021: In aller Freundschaft – Die Krankenschwestern (Fernsehserie, 1 Folge)
- 2022: Kalt
- 2022: SOKO Köln (Fernsehserie, 1 Folge)
- 2023: Bettys Diagnose (Fernsehserie, 2 Folgen)
- 2024: Reset – Wie weit willst du gehen? (Fernsehserie, 1 Folge)